# Млинув (Лодзинське воєводство)
Млинув (пол. Młynów) — село в Польщі, у гміні Пйонтек Ленчицького повіту Лодзинського воєводства.
Населення — 43 особи (2011).
У 1975-1998 роках село належало до Плоцького воєводства.

## Демографія
Демографічна структура станом на 31 березня 2011 року:
|          | Загалом | Допрацездатний вік | Працездатний вік | Постпрацездатний вік |
| -------- | ------- | ------------------ | ---------------- | -------------------- |
| Чоловіки | 19      | 1                  | 17               | 1                    |
| Жінки    | 24      | 4                  | 15               | 5                    |
| Разом    | 43      | 5                  | 32               | 6                    |